# 那須電気鉄道
那須電気鉄道（なすでんきてつどう）は、かつて栃木県那須郡那須村（現・那須町）の鉄道院東北本線黒田原駅から那須湯本を結ぶ、大正時代に計画された鉄道路線（未成線）である。1918年（大正7年）に計画され、1925年（大正14年）に認可・着工に至ったが、開業することなく1938年（昭和13年）に正式に建設中止となった。

## 歴史
那須電気鉄道株式会社の設立は地元有志によるものであった。予定線は黒田原駅から小島地区、戸能地区、北条地区、池田地区を経由して那須湯本に至るもので、那須温泉への旅客の輸送及び那須岳の硫黄の輸送を目的とした。黒田原駅を起点にした理由は、黒磯駅を起点とするよりも勾配が少ないこと、水深のある那珂川の橋梁敷設を避けられることから、建設費用が圧縮できるということである。
しかし、本路線に電力を供給するために電力会社は新たな発電所の建設を計画しなければならず、その工期の問題、それにかかる多大な工費から予定していた料金では契約できない問題が生じた。それら電力供給の問題がすぐには解消できないことから、ひとまず軽便鉄道として1919年（大正8年）8月12日に鉄道敷設免許認可を得たが、不況や関東大震などで資金が順調に集まらず、着工は遅れた。そうした困難の中、東京の実業家・有力者の後援を得て1924年（大正13年）6月9日に鉄道敷設工事施行認可にこぎ着け、同年12月5日に工事が開始された。電力問題も解決の目途がたち、1925年（大正14年）年1月10日に起工式を挙行した。
その後、度重なる不況、東北本線の路線移設などで工事が継続できなくなり、1938年（昭和13年）7月19日に鉄道敷設免許が取り消されてしまった。また、那須御用邸が新築されることとなり、お召し列車の発着が黒磯駅に決まったことも、那須電気鉄道に大きな打撃となった。
その後、那須電気鉄道株式会社は1974年（昭和49年）10月1日に解散、1985年（昭和60年）3月1日に閉鎖の憂き目に遭っている。
類似した路線の計画として、1927年（昭和2年）2月1日に小崎信邦ほか6名を発起人として創立した那須軌道株式会社が、黒磯駅-那須湯本を結ぶ軌道敷設計画を栃木県に提出している。黒磯より那珂川を渡り、松子、田代、広谷地を経由して那須湯本に至る。しかし、発起人の信用程度、計画が安易であると思われること及びすでに着工している那須電気鉄道に悪影響があるとして不許可処分となった。この那須軌道株式会社は東京府豊多摩郡に事務所を置くもので、那須人車軌道が改称した那須軌道株式会社とは同時期に存在しているが別の組織である。

### 年表
- 1918年（大正7年）9月23日 -「那須電気鉄道株式会社鉄道敷設認可申請書」提出。
- 1919年（大正8年）8月12日 - 鉄道敷設免許認可[5]。
- 1924年（大正13年）8月8日 - 那須電気鉄道株式会社設立（社長人見定吉）[6][7]。
- 1925年（大正14年）
  - 6月9日 - 鉄道敷設工事施行認可[6]。
  - 12月5日 - 工事開始。
- 1938年（昭和13年）7月19日 - 鉄道敷設免許取消[8]。
- 1974年（昭和49年）10月1日 - 那須電気鉄道株式会社解散。
- 1985年（昭和60年）3月1日 - 那須電気鉄道株式会社閉鎖。

## 計画駅
黒田原駅 - 小島停車場 - 戸能停車場 - 北条停車場 - 池田停車場 - 那須湯本停車場

## 計画接続路線
- 黒田原駅：鉄道院東北本線

## 現状
那須電気鉄道株式会社解散のとき、これらの設備は債権者に分配された。そのため当時の設備の跡が残されたままとなっており開発の妨げとなっている。地元民はこれを電車路と呼んでいる。現在、予定線にほぼ沿う形で那須町民バス湯本線が運行されている。